# Serie B 2014-2015 (pallacanestro maschile)
La Serie B 2014-2015 è il terzo livello del Campionato italiano di pallacanestro, la seconda sotto la gestione della nuova LNP.

## Stagione

### Formula
Secondo le Disposizioni Organizzative Annuali emanate dalla FIP, le squadre sono divise in 4 gironi, di cui due da 15 e due da 14. Le squadre di ciascun girone si affrontano in una prima fase di qualificazione (denominata Regular Season) con gare di andata e ritorno.
In base alla classifica finale:
- Le squadre classificate dal 1º all'8º posto di ogni girone accedono ai Play Off. I quarti di finale si disputano al meglio delle tre gare, mentre le semifinali e le finali si disputano al meglio delle cinque gare. La squadra vincente dei Play Off dei rispettivi gironi accede alla Final Four Promozione. La Final Four Promozione si tiene in campo neutro con il seguente calendario: vincente Play Off Girone A contro vincente Play Off Girone B e vincente Play Off Girone C contro vincente Play Off Girone D. Le squadre che escono vincitrici dai due incontri sono promosse. Le due squadre perdenti si affrontano in un ulteriore incontro per stabilire la terza ed ultima promozione.
- Le squadre classificate all'ultimo posto dei gironi a 14 squadre e le ultime due classificate dei gironi a 15 squadre retrocedono direttamente in Serie C regionale. Non vengono disputati Play Out.
- Le rimanenti squadre non disputano ulteriori incontri.

### Avvenimenti
La stagione si è conclusa con le promozioni in Serie A2 di NPC Rieti, Fortitudo Bologna e Mens Sana Siena 1871 al termine della Final Four di Forlì. A fine stagione, è stato ammesso in Serie A2 il Basket Agropoli al posto dell'escluso Azzurro Napoli Basket 2013.
Al termine della Regular Season sono retrocesse in Serie C regionale: USE Basket Empoli, poi ripescata per la stagione successiva), SZ Franco Jadran Trieste, Garcia Moreno 1947 Arzignano, Olimpia Cagliari e Basket Francavilla Fontana.

## Girone A

### Squadre partecipanti
| Squadra                  | Stagione | Città                  | Palazzetto             | Stagione precedente                           |
| ------------------------ | -------- | ---------------------- | ---------------------- | --------------------------------------------- |
| Bottegone S.Angelo       | ...      | Pistoia                | PalaCarrara (Pistoia)  | 1º posto in DNC Girone D, promosso            |
| Basket Cecina            | ...      | Cecina                 | PalaPoggetti           | 4º posto in DNB Girone A                      |
| USE Empoli               | ...      | Empoli                 | Palestra Lazzeri       | 6º posto in DNB Girone A                      |
| A.B. Fiorentina          | ...      | Firenze                | ...                    | 14º posto in DNA Silver, retrocessa           |
| Don Bosco Livorno        | ...      | Livorno                | PalaMacchia            | 12º posto in DNB Girone A                     |
| Monsummano               | ...      | Monsummano             | ...                    | 3º posto in DNC Girone D, promosso ai playoff |
| Enrico Battaglia Mortara | ...      | Mortara                | ...                    | 8º posto in DNB Girone A                      |
| Oleggio Basket           | ...      | Oleggio                | Sport Cube (Cameri)    | 1º posto in DNC Girone A, promosso            |
| Template:Pavia Basket    | ...      | Pavia                  | ...                    | 5º posto in DNB Girone A                      |
| Golfo Piombino           | ...      | Piombino               | Palasport Tenda        | 10º posto in DNB Girone A                     |
| Sangiorgese Basket       | ...      | San Giorgio su Legnano | PalaBertelli           | 8º posto in DNB Girone B                      |
| Mens Sana Siena          | ...      | Siena                  | ...                    | ...                                           |
| CUS Torino               | ...      | Torino                 | ...                    | 14º posto in DNB Girone A                     |
| Valsesia Basket          | ...      | Borgosesia             | Pala Loro Piana        | 2º posto in DNC Girone A, promosso ai playoff |
| Robur Varese             | ...      | Varese                 | Centro Sportivo Campus | 13º posto in DNB Girone B                     |

### Stagione regolare

#### Classifica
|  | Pos. | Squadra                    | Pt | G  | V  | P  | PtF  | PtS  | Diff. |
|  | ---- | -------------------------- | -- | -- | -- | -- | ---- | ---- | ----- |
|  | 1.   | Gecom Mens Sana 1871       | 42 | 26 | 21 | 5  | 1956 | 1637 | +319  |
|  | 2.   | GR Service Cecina          | 38 | 26 | 19 | 7  | 1956 | 1786 | +170  |
|  | 3.   | Gessi Borgosesia           | 34 | 26 | 17 | 9  | 1832 | 1727 | +105  |
|  | 4.   | CFG Livorno                | 32 | 26 | 16 | 10 | 1917 | 1834 | +83   |
|  | 5.   | Edimes Pavia Basket        | 26 | 26 | 13 | 13 | 1697 | 1688 | +9    |
|  | 6.   | Coelsanus Varese           | 26 | 26 | 13 | 13 | 1925 | 1898 | +27   |
|  | 7.   | Valentina's Bottegone      | 24 | 26 | 12 | 14 | 1875 | 1972 | -97   |
|  | 8.   | Basket Golfo Piombino      | 24 | 26 | 12 | 14 | 1749 | 1820 | -71   |
|  | 9.   | LTC San Giorgio su Legnano | 24 | 26 | 12 | 14 | 1878 | 1890 | -12   |
|  | 10.  | Mamy Oleggio               | 20 | 26 | 10 | 16 | 1803 | 1916 | -113  |
|  | 11.  | Kopa Engin. Torino         | 20 | 26 | 10 | 16 | 1816 | 1937 | -121  |
|  | 12.  | Meridien Monsummano Terme  | 20 | 26 | 10 | 16 | 1879 | 1865 | +14   |
|  | 13.  | Expo Inox Mortara          | 18 | 26 | 9  | 17 | 1844 | 2070 | -226  |
|  | 14.  | Computer Gross USE Empoli  | 16 | 26 | 8  | 18 | 1734 | 1821 | -87   |
|  |      | Affrico Bk. Fiorentina     | -  | -  | -  | -  | -    | -    | -     |

Legenda:
      Partecipante ai play-off.
 Promossa dopo i play-off in Serie A2 2015-2016.
 Ripescata in Serie B 2015-2016.
      Retrocessa direttamente in Serie C.
      Esclusa.
Regolamento:
Due punti a vittoria, zero a sconfitta.
In caso di arrivo a pari punti, contano gli scontri diretti e la classifica avulsa.
Note:
Affrico Basket Fiorentina viene esclusa dal campionato.
La USE Empoli viene ripescata in Serie B 2015-2016.

#### Risultati
| Risultati   | VAL    | BOT   | CEC    | EMP   | FIR | LIV   | MON   | MOR    | OLE   | PAV   | PIO   | SAN   | SIE   | TOR   | VAR   |
| ----------- | ------ | ----- | ------ | ----- | --- | ----- | ----- | ------ | ----- | ----- | ----- | ----- | ----- | ----- | ----- |
| Valsesia    |        | 78-63 | 54-69  | 80-61 |     | 76-61 | 80-74 | 80-47  | 71-61 | 55-51 | 76-79 | 66-63 | 77-84 | 74-58 | 58-66 |
| Bottegone   | 50-83  |       | 105-93 | 89-74 |     | 72-77 | 77-81 | 82-76  | 78-84 | 67-63 | 78-75 | 82-80 | 55-66 | 55-49 | 81-67 |
| Cecina      | 74-80  | 77-65 |        | 71-64 |     | 88-69 | 72-66 | 60-54  | 78-60 | 72-56 | 73-37 | 82-70 | 71-66 | 75-59 | 79-56 |
| Empoli      | 63-65  | 74-57 | 78-85  |       |     | 71-62 | 78-70 | 84-65  | 76-78 | 61-70 | 75-66 | 87-72 | 58-56 | 73-51 | 66-70 |
| Firenze     |        |       |        |       |     |       |       |        |       |       |       |       |       |       |       |
| Livorno     | 75-68  | 79-66 | 92-53  | 72-60 |     |       | 77-65 | 88-59  | 77-52 | 61-66 | 72-66 | 78-69 | 80-75 | 88-80 | 73-79 |
| Monsummano  | 65-59  | 84-64 | 76-64  | 75-63 |     | 66-54 |       | 89-66  | 79-80 | 65-76 | 75-72 | 71-77 | 53-54 | 69-70 | 92-65 |
| Mortara     | 73-93  | 72-86 | 72-80  | 73-61 |     | 73-81 | 79-76 |        | 89-85 | 63-57 | 80-74 | 89-88 | 53-85 | 86-78 | 83-73 |
| Oleggio     | 61-62  | 63-77 | 70-84  | 72-67 |     | 72-88 | 76-61 | 73-71  |       | 82-55 | 82-73 | 67-69 | 64-73 | 71-79 | 72-90 |
| Pavia       | 52-60  | 75-76 | 80-64  | 73-58 |     | 68-65 | 67-69 | 69-63  | 71-62 |       | 74-59 | 67-81 | 71-75 | 66-61 | 84-63 |
| Piombino    | 62-83  | 74-69 | 56-79  | 57-51 |     | 71-68 | 72-64 | 95-79  | 75-54 | 52-36 |       | 75-65 | 57-66 | 72-77 | 78-66 |
| Sangiorgese | 60-70  | 62-72 | 79-78  | 70-63 |     | 78-85 | 76-66 | 73-60  | 64-47 | 60-65 | 71-65 |       | 73-59 | 94-95 | 77-75 |
| Siena       | 75-62  | 97-70 | 79-71  | 71-37 |     | 81-57 | 77-71 | 101-68 | 89-66 | 67-47 | 71-76 | 84-71 |       | 81-48 | 77-60 |
| Torino      | 76-62  | 83-66 | 68-76  | 76-72 |     | 81-85 | 84-77 | 81-69  | 56-78 | 59-81 | 58-60 | 78-70 | 51-69 |       | 82-86 |
| Varese      | 104-60 | 86-73 | 75-88  | 75-59 |     | 79-53 | 86-80 | 78-82  | 64-71 | 68-57 | 78-51 | 64-66 | 70-78 | 82-78 |       |

## Girone B

### Squadre partecipanti
| Squadra             | Stagione | Città         | Palazzetto           | Stagione precedente                           |
| ------------------- | -------- | ------------- | -------------------- | --------------------------------------------- |
| Alto Sebino         | ...      | Costa Volpino | PalaRomele (Pisogne) | 6º posto in DNB Girone B                      |
| Garcia Moreno 1947  | ...      | Arzignano     | ...                  | 9º posto in DNC Girone C, promosso ai playoff |
| Bergamo B. 2014     | ...      | Bergamo       | Palasport            | 1º posto in DNC Girone B, promosso            |
| Fortitudo Bologna   | ...      | Bologna       | ...                  | 2º posto in DNB Girone A                      |
| Benedetto XIV Cento | ...      | Cento         | PalaBenedetto        | 7º posto in DNB Girone A                      |
| Pall. Crema         | ...      | Crema         | PalaCremonesi        | 5º posto in DNC Girone B, promosso ai playoff |
| Aurora Desio        | ...      | Desio         | Pala Moretto         | 3º posto in DNC Girone A, promosso ai playoff |
| Basket Lecco        | ...      | Lecco         | ...                  | 9º posto in DNB Girone B                      |
| Basket Lugo         | ...      | Lugo          | ...                  | 12º posto in DNB Girone B                     |
| Urania Milano       | ...      | Milano        | Allianz Cloud        | 10º posto in DNB Girone B                     |
| Team B. Montichiari | ...      | Montichiari   | ...                  | 3º posto in DNB Girone B                      |
| Pall. Orzinuovi     | ...      | Orzinuovi     | PalaBertocchi        | 1º posto in DNB Girone B                      |
| Pienne Pordenone    | ...      | Pordenone     | ...                  | 7º posto in DNB Girone B                      |
| Jadran Trieste      | ...      | Trieste       | ...                  | 1º posto in DNC Girone C, promosso            |
| Amici Pall. Udinese | ...      | Udine         | ...                  | 5º posto in DNB Girone B                      |

### Stagione regolare

#### Classifica
|  | Pos. | Squadra                      | Pt | G  | V  | P  | PtF  | PtS  | Diff. |
|  | ---- | ---------------------------- | -- | -- | -- | -- | ---- | ---- | ----- |
|  | 1.   | Tramec Cento                 | 46 | 28 | 23 | 5  | 2146 | 1903 | +243  |
|  | 2.   | G.S.A. Udine                 | 42 | 28 | 21 | 7  | 2072 | 1860 | +212  |
|  | 3.   | Eternedile Bologna           | 40 | 28 | 20 | 8  | 2135 | 1932 | +203  |
|  | 4.   | Contadi Castaldi Montichiari | 38 | 28 | 19 | 9  | 2039 | 1900 | +139  |
|  | 5.   | GaGa Milano OrziBasket       | 36 | 28 | 18 | 10 | 2197 | 2090 | +107  |
|  | 6.   | Urania Basket Milano         | 32 | 28 | 16 | 12 | 1888 | 1833 | +55   |
|  | 7.   | Co.Mark Bergamo              | 32 | 28 | 16 | 12 | 2045 | 1975 | +70   |
|  | 8.   | Basket Lecco                 | 30 | 28 | 15 | 13 | 1932 | 1880 | +52   |
|  | 9.   | Pienne Pordenone             | 28 | 28 | 14 | 14 | 1987 | 1978 | +9    |
|  | 10.  | Orva Lugo                    | 24 | 28 | 12 | 16 | 1996 | 2027 | -31   |
|  | 11.  | Vivigas Costa Volpino        | 24 | 28 | 12 | 16 | 2042 | 2071 | -29   |
|  | 12.  | Erogasmet Crema              | 18 | 28 | 9  | 19 | 2012 | 2163 | -151  |
|  | 13.  | Rimadesio Desio              | 16 | 28 | 8  | 20 | 1945 | 2083 | -138  |
|  | 14.  | TFL Garcia Moreno            | 8  | 28 | 4  | 24 | 1929 | 2329 | -400  |
|  | 15.  | Jadran Franco Trieste        | 6  | 28 | 3  | 25 | 1784 | 2125 | -341  |

Legenda:
      Partecipante ai play-off.
 Promossa dopo i play-off in Serie A2 2015-2016.
      Retrocessa direttamente in Serie C.
 Vincitore Coppa Italia LNP DNC
Regolamento:
Due punti a vittoria, zero a sconfitta.
In caso di arrivo a pari punti, contano gli scontri diretti e la classifica avulsa.

#### Risultati
| Risultati   | ARZ    | BER    | BOL   | CEN   | ASB   | CRE   | DES   | LEC   | LUG   | MIL   | MON   | ORZ    | POR   | TRI   | UDI   |
| ----------- | ------ | ------ | ----- | ----- | ----- | ----- | ----- | ----- | ----- | ----- | ----- | ------ | ----- | ----- | ----- |
| Arzignano   |        | 56-85  | 82-94 | 73-86 | 80-96 | 88-81 | 80-69 | 45-57 | 73-84 | 56-87 | 60-59 | 68-105 | 72-76 | 90-63 | 75-95 |
| Bergamo     | 83-75  |        | 75-74 | 75-84 | 77-63 | 87-72 | 56-72 | 68-72 | 87-79 | 82-80 | 64-77 | 72-64  | 83-88 | 76-62 | 67-78 |
| Bologna     | 89-83  | 75-65  |       | 80-59 | 88-96 | 89-65 | 73-34 | 66-64 | 84-63 | 68-60 | 76-71 | 78-56  | 87-81 | 72-62 | 72-75 |
| Cento       | 80-63  | 83-53  | 68-71 |       | 75-59 | 82-64 | 88-76 | 79-58 | 73-67 | 67-59 | 82-75 | 68-74  | 85-62 | 91-64 | 81-79 |
| Alto Sebino | 97-46  | 83-79  | 89-83 | 67-85 |       | 67-86 | 75-57 | 55-78 | 76-68 | 56-67 | 58-76 | 86-67  | 56-67 | 87-70 | 56-74 |
| Crema       | 68-64  | 66-114 | 63-75 | 65-77 | 73-63 |       | 85-78 | 70-77 | 79-81 | 80-56 | 79-80 | 97-95  | 76-74 | 88-77 | 64-65 |
| Desio       | 84-59  | 72-77  | 67-76 | 70-71 | 84-85 | 69-62 |       | 71-67 | 70-85 | 64-79 | 78-80 | 77-82  | 78-71 | 82-54 | 66-86 |
| Lecco       | 76-64  | 64-69  | 55-76 | 71-76 | 84-77 | 60-61 | 62-63 |       | 77-64 | 69-65 | 81-74 | 72-59  | 68-69 | 75-59 | 70-74 |
| Lugo        | 76-71  | 65-68  | 81-73 | 70-72 | 89-80 | 73-64 | 88-82 | 81-78 |       | 73-76 | 66-84 | 56-65  | 69-64 | 78-72 | 69-71 |
| Milano      | 89-75  | 62-57  | 57-63 | 55-64 | 72-62 | 65-62 | 68-61 | 62-60 | 58-44 |       | 71-66 | 66-84  | 76-58 | 61-37 | 64-77 |
| Montichiari | 89-74  | 69-61  | 78-67 | 67-61 | 72-62 | 87-82 | 65-50 | 69-72 | 54-49 | 71-77 |       | 77-80  | 71-65 | 92-68 | 61-58 |
| Orzinuovi   | 107-84 | 67-76  | 73-84 | 91-90 | 69-63 | 85-75 | 93-80 | 71-72 | 75-73 | 72-59 | 78-63 |        | 91-74 | 74-58 | 89-77 |
| Pordenone   | 81-67  | 72-58  | 75-63 | 57-69 | 60-77 | 81-64 | 85-67 | 82-69 | 66-61 | 65-60 | 60-74 | 79-66  |       | 54-56 | 72-75 |
| Trieste     | 87-46  | 48-72  | 52-69 | 72-79 | 67-89 | 87-79 | 68-75 | 56-68 | 52-66 | 58-69 | 59-70 | 78-86  | 68-87 |       | 61-67 |
| Udine       | 86-60  | 53-59  | 83-70 | 66-71 | 78-62 | 67-42 | 63-49 | 55-56 | 83-78 | 82-68 | 62-68 | 88-79  | 72-62 | 83-69 |       |

## Girone C

### Squadre partecipanti
| Squadra                | Stagione | Città              | Palazzetto                      | Stagione precedente                           |
| ---------------------- | -------- | ------------------ | ------------------------------- | --------------------------------------------- |
| Olimpia Cagliari       | ...      | Cagliari           | ...                             | 4º posto in DNC Girone E, promosso ai playoff |
| Virtus Cassino         | ...      | Cassino            | ...                             | 1º posto in DNC Girone E, promosso            |
| Virtus Fondi           | ...      | Fondi              | ...                             | 13º posto in DNB Girone C                     |
| Giulia Giulianova      | ...      | Giulianova         | PalaCastrum                     | 8º posto in DNB Girone C                      |
| Pod. Montegranaro      | ...      | Montegranaro       | PalaSavelli (Porto San Giorgio) | 6º posto in DNB Girone C                      |
| Palestrina             | ...      | Palestrina         | PalaIaia                        | 10º posto in DNB Girone C                     |
| Basket P.S.E.          | ...      | Porto Sant'Elpidio | PalaSport                       | 7º posto in DNB Girone C                      |
| N.P.C. Rieti           | ...      | Rieti              | PalaSojourner                   | 2º posto in DNB Girone C                      |
| Crabs Rimini           | ...      | Rimini             | ...                             | 11º posto in DNB Girone B                     |
| Eurobasket Roma        | ...      | Roma               | PalaAvenali                     | 9º posto in DNB Girone C                      |
| LUISS Roma             | ...      | Roma               | Pala Luiss                      | 2º posto in DNC Girone E, promosso ai playoff |
| Stella Azzurra         | ...      | Roma               | Arena Altero Felici             | 12º posto in DNB Girone C                     |
| Pall. Senigallia       | ...      | Senigallia         | Palasport                       | 5º posto in DNB Girone C                      |
| Stella Azzurra Viterbo | ...      | Viterbo            | PalaMalè                        | 3º posto in DNC Girone E, promosso ai playoff |

### Stagione Regolare

#### Classifica
|  | Pos. | Squadra                          | Pt | G  | V  | P  | PtF  | PtS  | Diff. |
|  | ---- | -------------------------------- | -- | -- | -- | -- | ---- | ---- | ----- |
|  | 1.   | Citysightseeing Palestrina       | 46 | 26 | 23 | 3  | 2083 | 1823 | +260  |
|  | 2.   | Prometeo Estra Rieti             | 44 | 26 | 22 | 4  | 2122 | 1725 | +397  |
|  | 3.   | Dino Bigioni Shoes Montegranaro  | 44 | 26 | 22 | 4  | 2271 | 1849 | +422  |
|  | 4.   | Goldengas Senigallia             | 40 | 26 | 20 | 6  | 1970 | 1825 | +145  |
|  | 5.   | Eurobasket Roma                  | 36 | 26 | 18 | 8  | 2011 | 1910 | +101  |
|  | 6.   | BPC Virtus Cassino               | 24 | 26 | 12 | 14 | 2081 | 2016 | +65   |
|  | 7.   | Luiss Roma                       | 23 | 26 | 13 | 13 | 1897 | 1917 | -20   |
|  | 8.   | Globo Giulianova                 | 20 | 26 | 10 | 16 | 1872 | 1929 | -57   |
|  | 9.   | Ecoelpidiense Porto Sant'Elpidio | 18 | 26 | 9  | 17 | 1842 | 1933 | -91   |
|  | 10.  | Basket Rimini Crabs              | 16 | 26 | 8  | 18 | 1855 | 2025 | -170  |
|  | 11.  | Stella Azzurra Roma              | 16 | 26 | 8  | 18 | 1661 | 1908 | -247  |
|  | 12.  | Ilco Viterbo                     | 12 | 26 | 6  | 20 | 1881 | 2080 | -199  |
|  | 13.  | Oasi di Kufra Fondi              | 12 | 26 | 6  | 20 | 1806 | 2055 | -249  |
|  | 14.  | Trony Cagliari                   | 10 | 26 | 5  | 21 | 1676 | 2033 | -357  |

Legenda:
      Partecipante ai play-off.
 Promossa dopo i play-off in Serie A2 2015-2016.
      Retrocessa direttamente in Serie C.
Regolamento:
Due punti a vittoria, zero a sconfitta.
In caso di arrivo a pari punti, contano gli scontri diretti e la classifica avulsa.
Note:
La Luiss Roma ha scontato 3 punti di penalizzazione.

#### Risultati
| Risultati           | CAG    | CAS   | FON    | GIU   | MON    | PAL   | PSE   | RIE    | RIM   | LUI   | EUR   | STE   | SEN   | VIT    |
| ------------------- | ------ | ----- | ------ | ----- | ------ | ----- | ----- | ------ | ----- | ----- | ----- | ----- | ----- | ------ |
| Cagliari            |        | 73-85 | 76-75  | 74-62 | 55-79  | 69-78 | 49-67 | 50-75  | 74-84 | 71-66 | 71-77 | 53-57 | 56-77 | 78-64  |
| Cassino             | 102-74 |       | 98-84  | 93-91 | 70-73  | 98-99 | 83-64 | 67-85  | 94-80 | 96-57 | 69-70 | 81-76 | 67-74 | 86-75  |
| Fondi               | 78-56  | 61-74 |        | 71-73 | 62-99  | 63-95 | 56-55 | 77-111 | 65-53 | 62-52 | 74-82 | 75-52 | 86-92 | 82-73  |
| Giulianova          | 89-73  | 66-82 | 73-68  |       | 79-74  | 77-89 | 58-62 | 85-90  | 88-61 | 62-72 | 58-77 | 70-44 | 77-70 | 78-67  |
| Montegranaro        | 104-76 | 87-67 | 112-71 | 75-63 |        | 79-83 | 88-50 | 91-83  | 98-78 | 75-64 | 91-70 | 98-60 | 99-59 | 87-62  |
| Palestrina          | 74-64  | 91-83 | 78-64  | 75-55 | 73-80  |       | 90-83 | 74-66  | 85-71 | 79-72 | 86-67 | 88-64 | 87-92 | 86-76  |
| Porto Sant'Elpidio  | 70-74  | 56-78 | 76-64  | 81-67 | 81-86  | 51-69 |       | 67-79  | 80-59 | 72-89 | 90-96 | 73-74 | 83-89 | 80-71  |
| Rieti               | 89-49  | 84-65 | 108-74 | 71-65 | 90-68  | 66-51 | 83-60 |        | 76-63 | 73-61 | 83-66 | 88-56 | 68-71 | 79-48  |
| Rimini              | 84-66  | 62-56 | 89-62  | 90-84 | 70-88  | 62-89 | 90-77 | 57-73  |       | 64-69 | 57-64 | 66-63 | 64-89 | 104-94 |
| Luiss Roma          | 72-52  | 86-80 | 82-81  | 75-80 | 81-98  | 82-84 | 78-77 | 84-89  | 76-70 |       | 65-60 | 82-50 | 70-73 | 91-70  |
| Eurobasket Roma     | 88-70  | 89-72 | 80-70  | 69-66 | 115-86 | 67-73 | 55-75 | 82-76  | 76-65 | 97-71 |       | 77-73 | 79-75 | 94-70  |
| Stella Azzurra Roma | 72-48  | 90-80 | 64-58  | 57-66 | 64-97  | 54-71 | 61-73 | 63-72  | 75-72 | 58-63 | 76-72 |       | 57-60 | 77-82  |
| Senigallia          | 76-54  | 80-77 | 75-55  | 91-79 | 51-66  | 57-64 | 82-64 | 57-82  | 81-74 | 75-66 | 83-49 | 80-58 |       | 88-84  |
| Viterbo             | 89-71  | 89-78 | 77-68  | 78-61 | 72-93  | 61-72 | 65-75 | 74-83  | 83-66 | 69-71 | 65-93 | 63-66 | 60-73 |        |

## Girone D

### Squadre partecipanti
| Squadra                | Stagione | Città          | Palazzetto            | Stagione precedente                           |
| ---------------------- | -------- | -------------- | --------------------- | --------------------------------------------- |
| Basket Agropoli        | ...      | Agropoli       | PalaBarbuto (Napoli)  | 2º posto in DNB Girone D                      |
| Lions Bisceglie        | ...      | Bisceglie      | PalaDolmen            | 3º posto in DNB Girone D                      |
| Planet Catanzaro       | ...      | Catanzaro      | PalaGiovino           | 2º posto in DNC Girone G, promosso ai playoff |
| Francavilla            | ...      | Francavilla    | ...                   | 5º posto in DNB Girone D                      |
| Isernia                | ...      | Isernia        | PalaFraraccio         | 2º posto in DNC Girone F, promosso ai playoff |
| S.Michele Maddaloni    | ...      | Maddaloni      | Pala Angioni-Caliendo | 7º posto in DNB Girone D                      |
| V.Itria Martina Franca | ...      | Martina Franca | ...                   | 6º posto in DNB Girone D                      |
| Mola N.B. 2012         | ...      | Mola           | ...                   | 1º posto in DNC Girone F, promosso            |
| N.P. Monteroni         | ...      | Monteroni      | ...                   | 9º posto in DNB Girone D                      |
| N. Aquila Palermo      | ...      | Palermo        | ...                   | 1º posto in DNC Girone G, promosso            |
| Amatori Pescara        | ...      | Pescara        | PalaElettra           | 4º posto in DNB Girone C                      |
| CUS Jonico Taranto     | ...      | Taranto        | PalaFiom              | 12º posto in DNB Girone D                     |
| Vasto Basket           | ...      | Vasto          | ...                   | 3º posto in DNB Girone C                      |
| Dynamic Venafro        | ...      | Venafro        | Palestra Comunale     | 11º posto in DNB Girone D                     |

### Stagione regolare

#### Classifica
|  | Pos. | Squadra                       | Pt | G  | V  | P  | PtF  | PtS  | Diff. |
|  | ---- | ----------------------------- | -- | -- | -- | -- | ---- | ---- | ----- |
|  | 1.   | BCC Convergenze Agropoli      | 44 | 26 | 22 | 4  | 2173 | 1825 | +348  |
|  | 2.   | Ambrosia Bisceglie            | 42 | 26 | 21 | 5  | 2162 | 1847 | +315  |
|  | 3.   | Nuova Aquila Palermo          | 38 | 26 | 19 | 7  | 2066 | 1912 | +154  |
|  | 4.   | Amatori Basket Pescara        | 34 | 26 | 17 | 9  | 1894 | 1802 | +92   |
|  | 5.   | Planet Catanzaro              | 34 | 26 | 17 | 9  | 1975 | 1785 | +190  |
|  | 6.   | Nuova Pallacanestro Monteroni | 30 | 26 | 15 | 11 | 1954 | 1819 | +135  |
|  | 7.   | Pall. San Michele Maddaloni   | 30 | 26 | 15 | 11 | 1933 | 1905 | +28   |
|  | 8.   | Due Esse Martina Franca       | 30 | 26 | 15 | 11 | 1895 | 1873 | +22   |
|  | 9.   | Geofarma Mola                 | 20 | 26 | 10 | 16 | 1899 | 1987 | -88   |
|  | 10.  | BCC Vasto                     | 20 | 26 | 10 | 16 | 1765 | 1873 | -108  |
|  | 11.  | Romano Group Venafro          | 16 | 26 | 8  | 18 | 1887 | 1968 | -81   |
|  | 12.  | Casa Euro Taranto             | 16 | 26 | 8  | 18 | 1708 | 1832 | -124  |
|  | 13.  | Il Globo Isernia              | 8  | 26 | 4  | 22 | 1660 | 1964 | -304  |
|  | 14.  | Soavegel Francavilla Fontana  | 2  | 26 | 1  | 25 | 1639 | 2218 | -579  |

Legenda:
      Partecipante ai play-off.
      Retrocessa direttamente in Serie C.
Regolamento:
Due punti a vittoria, zero a sconfitta.
In caso di arrivo a pari punti, contano gli scontri diretti e la classifica avulsa.

#### Risultati
| Risultati           | AGR    | BIS   | CAT    | FRA    | ISE    | MAD   | MAR   | MOL    | MON    | PAL   | PES   | TAR   | VAS    | VEN   |
| ------------------- | ------ | ----- | ------ | ------ | ------ | ----- | ----- | ------ | ------ | ----- | ----- | ----- | ------ | ----- |
| Agropoli            |        | 75-82 | 71-65  | 95-59  | 106-82 | 87-79 | 75-68 | 108-78 | 69-70  | 75-70 | 96-91 | 79-63 | 74-52  | 80-67 |
| Bisceglie           | 64-73  |       | 82-63  | 92-67  | 85-66  | 77-64 | 86-56 | 99-65  | 71-69  | 79-72 | 77-65 | 93-74 | 85-63  | 86-61 |
| Catanzaro           | 59-81  | 69-82 |        | 81-64  | 81-60  | 67-56 | 89-71 | 87-49  | 70-57  | 69-63 | 62-71 | 91-60 | 72-60  | 83-72 |
| Francavilla Fontana | 50-103 | 60-85 | 67-103 |        | 69-75  | 83-85 | 70-91 | 57-71  | 57-109 | 55-90 | 50-93 | 61-91 | 65-76  | 63-67 |
| Isernia             | 59-75  | 51-80 | 51-72  | 97-72  |        | 64-68 | 70-74 | 79-76  | 51-73  | 50-63 | 64-82 | 71-53 | 60-72  | 78-90 |
| Maddaloni           | 86-78  | 98-92 | 77-64  | 72-53  | 85-77  |       | 73-71 | 72-56  | 85-78  | 72-80 | 73-59 | 74-66 | 101-74 | 65-64 |
| Martina Franca      | 88-84  | 70-79 | 86-80  | 71-50  | 69-47  | 84-79 |       | 84-75  | 76-84  | 59-68 | 68-71 | 75-66 | 64-59  | 78-63 |
| Mola                | 82-88  | 65-72 | 63-74  | 98-68  | 64-50  | 83-84 | 72-76 |        | 72-60  | 63-60 | 77-60 | 87-83 | 65-67  | 76-78 |
| Monteroni           | 69-82  | 91-85 | 70-72  | 83-51  | 64-46  | 61-59 | 76-58 | 85-67  |        | 90-95 | 75-77 | 81-72 | 75-60  | 84-80 |
| Palermo             | 74-90  | 80-75 | 75-96  | 102-84 | 89-67  | 86-68 | 75-92 | 92-82  | 94-89  |       | 78-69 | 79-70 | 75-72  | 76-71 |
| Pescara             | 71-80  | 81-67 | 79-87  | 74-72  | 72-57  | 91-75 | 68-67 | 79-74  | 81-77  | 77-92 |       | 91-66 | 85-68  | 87-64 |
| Taranto             | 66-78  | 77-97 | 82-76  | 71-65  | 65-53  | 64-63 | 65-56 | 77-87  | 55-58  | 63-68 | 53-59 |       | 74-58  | 65-59 |
| Vasto               | 56-85  | 85-97 | 67-62  | 75-56  | 84-63  | 71-61 | 65-68 | 73-76  | 65-52  | 61-82 | 62-65 | 77-60 |        | 67-79 |
| Venafro             | 75-86  | 88-93 | 69-81  | 68-71  | 81-72  | 75-59 | 74-75 | 75-76  | 69-74  | 74-88 | 75-67 | 67-61 | 72-77  |       |

## Post season
- Quarti di finale al meglio delle tre gare: si qualifica la squadra che vince due incontri. L'ordine delle partite è: gara-1 ed eventuale gara-3 in casa della meglio classificata; gara-2 in casa della peggior classificata.
- Semifinali e finali al meglio delle cinque gare: si qualifica la squadra che vince tre incontri. L'ordine delle partite è: gara-1, gara-2 ed eventuale gara-5 in casa della meglio classificata; gara-3 ed eventuale gara-4 in casa della peggior classificata.
- La squadra che vince i play-off di ciascun girone viene ammessa alla Final Four Promozione.

### Girone A
|  | Quarti di finale | Quarti di finale   | Quarti di finale  |               |                   | Semifinali      | Semifinali | Semifinali |  |  | Finale | Finale          | Finale |
|  |                  |                    |                   |               |                   |                 |            |            |  |  |        |                 |        |
|  | 1                | Mens Sana Siena    | 2                 |               |                   |                 |            |            |  |  |        |                 |        |
|  | 8                | Golfo Piombino     | 1                 |               |                   |                 |            |            |  |  |        |                 |        |
|  | 8                | Golfo Piombino     | 1                 |               | 1                 | Mens Sana Siena | 3          |            |  |  |        |                 |        |
|  |                  |                    |                   |               | 1                 | Mens Sana Siena | 3          |            |  |  |        |                 |        |
|  |                  | 4                  | Don Bosco Livorno | 0             |                   |                 |            |            |  |  |        |                 |        |
|  | 4                | 4                  | Don Bosco Livorno | 0             | Don Bosco Livorno | 2               |            |            |  |  |        |                 |        |
|  | 4                |                    |                   |               | Don Bosco Livorno | 2               |            |            |  |  |        |                 |        |
|  | 5                | Basket Pavia       | 0                 |               |                   |                 |            |            |  |  |        |                 |        |
|  |                  |                    |                   |               |                   |                 |            |            |  |  | 1      | Mens Sana Siena | 3      |
|  |                  |                    | 2                 | Basket Cecina | 1                 |                 |            |            |  |  |        |                 |        |
|  | 2                | Basket Cecina      | 2                 |               |                   |                 |            |            |  |  |        |                 |        |
|  | 7                | Bottegone S.Angelo | 0                 |               |                   |                 |            |            |  |  |        |                 |        |
|  | 7                | Bottegone S.Angelo | 0                 |               | 2                 | Basket Cecina   | 3          |            |  |  |        |                 |        |
|  |                  |                    |                   |               | 2                 | Basket Cecina   | 3          |            |  |  |        |                 |        |
|  |                  | 6                  | Robur Varese      | 0             |                   |                 |            |            |  |  |        |                 |        |
|  | 3                | 6                  | Robur Varese      | 0             | Valsesia Basket   | 0               |            |            |  |  |        |                 |        |
|  | 3                |                    |                   |               | Valsesia Basket   | 0               |            |            |  |  |        |                 |        |
|  | 6                | Robur Varese       | 2                 |               |                   |                 |            |            |  |  |        |                 |        |

#### Quarti di finale
Date: 26 aprile, 30 aprile, 3 maggio 2015.
| Squadra 1             | Totale | Squadra 2             | Gara 1 | Gara 2 | Gara 3 |
| --------------------- | ------ | --------------------- | ------ | ------ | ------ |
| Gecom Mens Sana Siena | 2 - 1  | Golfo Piombino        | 69-59  | 60-66  | 68-55  |
| CFG Livorno           | 2 - 0  | Edimes Pavia          | 65-49  | 86-69  |        |
| GR Service Cecina     | 2 - 0  | Valentina's Bottegone | 70-59  | 75-71  |        |
| Gessi Valsesia        | 0 - 2  | Coelsanus Varese      | 70-79  | 64-86  |        |

#### Semifinali
Date: 10 maggio, 12 maggio, 15 maggio, 17 maggio, 20 maggio 2015.
| Squadra 1             | Totale | Squadra 2        | Gara 1 | Gara 2 | Gara 3 | Gara 4 | Gara 5 |
| --------------------- | ------ | ---------------- | ------ | ------ | ------ | ------ | ------ |
| Gecom Mens Sana Siena | 3 - 0  | CFG Livorno      | 74-70  | 77-73  | 75-49  |        |        |
| GR Service Cecina     | 3 - 0  | Coelsanus Varese | 70-48  | 92-75  | 81-60  |        |        |

#### Finale
Date: 2 giugno, 4 giugno, 6 giugno, 8 giugno, 10 giugno 2015.
| Squadra 1             | Totale | Squadra 2         | Gara 1 | Gara 2 | Gara 3 | Gara 4 | Gara 5 |
| --------------------- | ------ | ----------------- | ------ | ------ | ------ | ------ | ------ |
| Gecom Mens Sana Siena | 3 - 1  | GR Service Cecina | 78-51  | 66-64  | 52-55  | 83-78  |        |

### Girone B
|  | Quarti di finale | Quarti di finale    | Quarti di finale    |                   |                     | Semifinali      | Semifinali | Semifinali |  |  | Finale | Finale              | Finale |
|  |                  |                     |                     |                   |                     |                 |            |            |  |  |        |                     |        |
|  | 1                | Benedetto XIV Cento | 1                   |                   |                     |                 |            |            |  |  |        |                     |        |
|  | 8                | Basket Lecco        | 2                   |                   |                     |                 |            |            |  |  |        |                     |        |
|  | 8                | Basket Lecco        | 2                   |                   | 8                   | Basket Lecco    | 0          |            |  |  |        |                     |        |
|  |                  |                     |                     |                   | 8                   | Basket Lecco    | 0          |            |  |  |        |                     |        |
|  |                  | 4                   | Team B. Montichiari | 3                 |                     |                 |            |            |  |  |        |                     |        |
|  | 4                | 4                   | Team B. Montichiari | 3                 | Team B. Montichiari | 2               |            |            |  |  |        |                     |        |
|  | 4                |                     |                     |                   | Team B. Montichiari | 2               |            |            |  |  |        |                     |        |
|  | 5                | Pall. Orzinuovi     | 0                   |                   |                     |                 |            |            |  |  |        |                     |        |
|  |                  |                     |                     |                   |                     |                 |            |            |  |  | 4      | Team B. Montichiari | 0      |
|  |                  |                     | 3                   | Fortitudo Bologna | 3                   |                 |            |            |  |  |        |                     |        |
|  | 2                | Amici Pall. Udinese | 1                   |                   |                     |                 |            |            |  |  |        |                     |        |
|  | 7                | Bergamo B. 2014     | 2                   |                   |                     |                 |            |            |  |  |        |                     |        |
|  | 7                | Bergamo B. 2014     | 2                   |                   | 7                   | Bergamo B. 2014 | 0          |            |  |  |        |                     |        |
|  |                  |                     |                     |                   | 7                   | Bergamo B. 2014 | 0          |            |  |  |        |                     |        |
|  |                  | 3                   | Fortitudo Bologna   | 3                 |                     |                 |            |            |  |  |        |                     |        |
|  | 3                | 3                   | Fortitudo Bologna   | 3                 | Fortitudo Bologna   | 2               |            |            |  |  |        |                     |        |
|  | 3                |                     |                     |                   | Fortitudo Bologna   | 2               |            |            |  |  |        |                     |        |
|  | 6                | Urania Milano       | 0                   |                   |                     |                 |            |            |  |  |        |                     |        |

#### Quarti di finale
Date: 26 aprile, 30 aprile, 3 maggio 2015.
| Squadra 1                    | Totale | Squadra 2             | Gara 1 | Gara 2 | Gara 3 |
| ---------------------------- | ------ | --------------------- | ------ | ------ | ------ |
| Tramec Cento                 | 1 - 2  | Basket Lecco          | 79-85  | 60-52  | 73-86  |
| Contadi Castaldi Montichiari | 2 - 0  | GaGà Milano Orzinuovi | 80-52  | 75-62  |        |
| GSA Udine                    | 1 - 2  | Co.Mark Bergamo       | 62-70  | 87-82  | 53-59  |
| Eternedile Bologna           | 2 - 0  | Urania Basket Milano  | 67-59  | 70-60  |        |

#### Semifinali
Date: 10 maggio, 12 maggio, 15 maggio, 17 maggio, 20 maggio 2015.
| Squadra 1                    | Totale | Squadra 2       | Gara 1 | Gara 2 | Gara 3 | Gara 4 | Gara 5 |
| ---------------------------- | ------ | --------------- | ------ | ------ | ------ | ------ | ------ |
| Contadi Castaldi Montichiari | 3 - 0  | Basket Lecco    | 73-63  | 66-51  | 87-70  |        |        |
| Eternedile Bologna           | 3 - 0  | Co.Mark Bergamo | 74-57  | 66-56  | 72-64  |        |        |

#### Finale
Date: 28 maggio, 30 maggio, 1º giugno, 3 giugno, 8 giugno 2015.
| Squadra 1          | Totale | Squadra 2                    | Gara 1 | Gara 2 | Gara 3 | Gara 4 | Gara 5 |
| ------------------ | ------ | ---------------------------- | ------ | ------ | ------ | ------ | ------ |
| Eternedile Bologna | 3 - 0  | Contadi Castaldi Montichiari | 83-71  | 76-66  | 56-51  |        |        |

### Girone C
|  | Quarti di finale | Quarti di finale  | Quarti di finale  |              |                   | Semifinali   | Semifinali | Semifinali |  |  | Finale | Finale          | Finale |
|  |                  |                   |                   |              |                   |              |            |            |  |  |        |                 |        |
|  | 1                | Palestrina        | 2                 |              |                   |              |            |            |  |  |        |                 |        |
|  | 8                | Giulia Giulianova | 0                 |              |                   |              |            |            |  |  |        |                 |        |
|  | 8                | Giulia Giulianova | 0                 |              | 1                 | Palestrina   | 1          |            |  |  |        |                 |        |
|  |                  |                   |                   |              | 1                 | Palestrina   | 1          |            |  |  |        |                 |        |
|  |                  | 5                 | Eurobasket Roma   | 3            |                   |              |            |            |  |  |        |                 |        |
|  | 4                | 5                 | Eurobasket Roma   | 3            | Pall. Senigallia  | 1            |            |            |  |  |        |                 |        |
|  | 4                |                   |                   |              | Pall. Senigallia  | 1            |            |            |  |  |        |                 |        |
|  | 5                | Eurobasket Roma   | 2                 |              |                   |              |            |            |  |  |        |                 |        |
|  |                  |                   |                   |              |                   |              |            |            |  |  | 5      | Eurobasket Roma | 1      |
|  |                  |                   | 2                 | N.P.C. Rieti | 3                 |              |            |            |  |  |        |                 |        |
|  | 2                | N.P.C. Rieti      | 2                 |              |                   |              |            |            |  |  |        |                 |        |
|  | 7                | LUISS Roma        | 0                 |              |                   |              |            |            |  |  |        |                 |        |
|  | 7                | LUISS Roma        | 0                 |              | 2                 | N.P.C. Rieti | 3          |            |  |  |        |                 |        |
|  |                  |                   |                   |              | 2                 | N.P.C. Rieti | 3          |            |  |  |        |                 |        |
|  |                  | 3                 | Pod. Montegranaro | 1            |                   |              |            |            |  |  |        |                 |        |
|  | 3                | 3                 | Pod. Montegranaro | 1            | Pod. Montegranaro | 2            |            |            |  |  |        |                 |        |
|  | 3                |                   |                   |              | Pod. Montegranaro | 2            |            |            |  |  |        |                 |        |
|  | 6                | Virtus Cassino    | 0                 |              |                   |              |            |            |  |  |        |                 |        |

#### Quarti di finale
Date: 26 aprile, 30 aprile, 3 maggio 2015.
| Squadra 1                       | Totale | Squadra 2        | Gara 1 | Gara 2 | Gara 3 |
| ------------------------------- | ------ | ---------------- | ------ | ------ | ------ |
| Citysightseeing Palestrina      | 2 - 0  | Globo Giulianova | 83-71  | 85-84  |        |
| Goldengas Senigallia            | 1 - 2  | Eurobasket Roma  | 77-87  | 71-65  | 58-65  |
| Prometeo Estra Rieti            | 2 - 0  | Luiss Roma       | 95-55  | 83-76  |        |
| Dino Bigioni Shoes Montegranaro | 2 - 0  | BPC Cassino      | 94-67  | 70-54  |        |

#### Semifinali
Date: 10 maggio, 12 maggio, 15 maggio, 17 maggio, 20 maggio 2015.
| Squadra 1                  | Totale | Squadra 2                       | Gara 1 | Gara 2 | Gara 3 | Gara 4 | Gara 5 |
| -------------------------- | ------ | ------------------------------- | ------ | ------ | ------ | ------ | ------ |
| Citysightseeing Palestrina | 1 - 3  | Eurobasket Roma                 | 55-81  | 71-63  | 72-81  | 70-77  |        |
| Prometeo Estra Rieti       | 3 - 1  | Dino Bigioni Shoes Montegranaro | 78-73  | 70-63  | 67-79  | 67-64  |        |

#### Finale
Date: 2 giugno, 4 giugno, 6 giugno, 8 giugno, 10 giugno 2015.
| Squadra 1            | Totale | Squadra 2       | Gara 1 | Gara 2 | Gara 3 | Gara 4 | Gara 5 |
| -------------------- | ------ | --------------- | ------ | ------ | ------ | ------ | ------ |
| Prometeo Estra Rieti | 3 - 1  | Eurobasket Roma | 84-50  | 67-80  | 80-70  | 82-72  |        |

### Girone D
|  | Quarti di finale | Quarti di finale       | Quarti di finale  |                   |                   | Semifinali      | Semifinali | Semifinali |  |  | Finale | Finale          | Finale |
|  |                  |                        |                   |                   |                   |                 |            |            |  |  |        |                 |        |
|  | 1                | Basket Agropoli        | 2                 |                   |                   |                 |            |            |  |  |        |                 |        |
|  | 8                | V.Itria Martina Franca | 0                 |                   |                   |                 |            |            |  |  |        |                 |        |
|  | 8                | V.Itria Martina Franca | 0                 |                   | 1                 | Basket Agropoli | 3          |            |  |  |        |                 |        |
|  |                  |                        |                   |                   | 1                 | Basket Agropoli | 3          |            |  |  |        |                 |        |
|  |                  | 4                      | Amatori Pescara   | 0                 |                   |                 |            |            |  |  |        |                 |        |
|  | 4                | 4                      | Amatori Pescara   | 0                 | Amatori Pescara   | 2               |            |            |  |  |        |                 |        |
|  | 4                |                        |                   |                   | Amatori Pescara   | 2               |            |            |  |  |        |                 |        |
|  | 5                | Planet Catanzaro       | 1                 |                   |                   |                 |            |            |  |  |        |                 |        |
|  |                  |                        |                   |                   |                   |                 |            |            |  |  | 1      | Basket Agropoli | 3      |
|  |                  |                        | 3                 | N. Aquila Palermo | 0                 |                 |            |            |  |  |        |                 |        |
|  | 2                | Lions Bisceglie        | 2                 |                   |                   |                 |            |            |  |  |        |                 |        |
|  | 7                | S.Michele Maddaloni    | 1                 |                   |                   |                 |            |            |  |  |        |                 |        |
|  | 7                | S.Michele Maddaloni    | 1                 |                   | 2                 | Lions Bisceglie | 2          |            |  |  |        |                 |        |
|  |                  |                        |                   |                   | 2                 | Lions Bisceglie | 2          |            |  |  |        |                 |        |
|  |                  | 3                      | N. Aquila Palermo | 3                 |                   |                 |            |            |  |  |        |                 |        |
|  | 3                | 3                      | N. Aquila Palermo | 3                 | N. Aquila Palermo | 2               |            |            |  |  |        |                 |        |
|  | 3                |                        |                   |                   | N. Aquila Palermo | 2               |            |            |  |  |        |                 |        |
|  | 6                | N.P. Monteroni         | 0                 |                   |                   |                 |            |            |  |  |        |                 |        |

#### Quarti di finale
Date: 26 aprile, 30 aprile, 3 maggio 2015.
| Squadra 1                | Totale | Squadra 2                     | Gara 1 | Gara 2 | Gara 3 |
| ------------------------ | ------ | ----------------------------- | ------ | ------ | ------ |
| BCC Convergenze Agropoli | 2 - 0  | Due Esse Martina Franca       | 91-67  | 76-56  |        |
| Amatori Basket Pescara   | 2 - 1  | Planet Catanzaro              | 58-76  | 70-67  | 61-52  |
| Ambrosia Bisceglie       | 2 - 1  | Pall. San Michele Maddaloni   | 96-65  | 80-86  | 91-71  |
| Nuova Aquila Palermo     | 2 - 0  | Nuova Pallacanestro Monteroni | 82-64  | 76-68  |        |

#### Semifinali
Date: 10 maggio, 12 maggio, 15 maggio, 17 maggio, 20 maggio 2015.
| Squadra 1                | Totale | Squadra 2              | Gara 1 | Gara 2 | Gara 3 | Gara 4 | Gara 5 |
| ------------------------ | ------ | ---------------------- | ------ | ------ | ------ | ------ | ------ |
| BCC Convergenze Agropoli | 3 - 0  | Amatori Basket Pescara | 89-57  | 65-51  | 84-83  |        |        |
| Ambrosia Bisceglie       | 2 - 3  | Nuova Aquila Palermo   | 77-70  | 61-75  | 81-70  | 74-80  | 67-69  |

#### Finale
Date: 28 maggio, 30 maggio, 2 giugno, 4 giugno, 7 giugno 2015.
| Squadra 1                | Totale | Squadra 2            | Gara 1 | Gara 2 | Gara 3 | Gara 4 | Gara 5 |
| ------------------------ | ------ | -------------------- | ------ | ------ | ------ | ------ | ------ |
| BCC Convergenze Agropoli | 3 - 0  | Nuova Aquila Palermo | 72-70  | 89-56  | 75-74  |        |        |

### Final Four
- Scontri diretti in campo neutro, al PalaGalassi di Forlì, il 13 e 14 giugno 2015.
- Le vincenti delle semifinali ottengono la promozione.
- Le perdenti delle semifinali si sfidano in un'ulteriore gara per l'ultimo posto che vale la terza ed ultima promozione.

|  | Semifinali | Semifinali        | Semifinali      |                 |                 | Finale          | Finale | Finale |  |
|  |            |                   |                 |                 |                 |                 |        |        |  |
|  | A          | Mens Sana Siena   | 42              |                 |                 |                 |        |        |  |
|  | A          | Mens Sana Siena   | 42              |                 |                 |                 |        |        |  |
|  | B          | Fortitudo Bologna | 66              |                 |                 |                 |        |        |  |
|  | B          | Fortitudo Bologna | 66              |                 | Mens Sana Siena | Mens Sana Siena | 73     |        |  |
|  |            |                   |                 |                 | Mens Sana Siena | Mens Sana Siena | 73     |        |  |
|  |            |                   | Basket Agropoli | Basket Agropoli | 54              |                 |        |        |  |
|  | C          | N.P.C. Rieti      | Basket Agropoli | Basket Agropoli | 54              | 67              |        |        |  |
|  | C          | N.P.C. Rieti      |                 |                 |                 |                 |        |        |  |
|  | D          | Basket Agropoli   | 66              |                 |                 |                 |        |        |  |

## Verdetti

### Squadre Promosse
- Promozioni in Serie A2:

Mens Sana Siena 1871: Sebastian Vico, Davide Parente, Luca Pignatti, Lorenzo Panzini, Alex Ranuzzi, Bruno Ondo Mengue, Francesco Bonelli, Roberto Chiacig, Paolo Paci, Lorenzo Bruno, Leonardo Ceccarelli, Vittorio Tognazzi. Allenatore: Matteo Mecacci.
Fortitudo Pallacanestro Bologna 103: Davide Lamma, Gennaro Sorrentino, Matteo Montano, Alessandro Valenti, Giuliano Samoggia, Alessandro Mancin, Daniele Grilli, Davide Raucci, Andrea Iannilli, Leonardo Candi, Jacopo Valentini, Marco Carraretto. Allenatore: Matteo Boniciolli.
N.P.C. Rieti: Nicolas Stanic, Davide Rosignoli, Stefano Spizzichini, Andrea Giampaoli, Armando Iannone, Nicolò Benedusi, Roberto Feliciangeli, Federico Granato, Riziero Ponziani, Andrea Colantoni, Andrea Auletta, Nicolas D'Arrigo. Allenatore: Luciano Nunzi.

### Altri verdetti
- Retrocesse in Serie C regionale: Jadran Trieste, Olimpia Cagliari, Francavilla, Garcia Moreno 1947 Arzignano.
- Vincitrice Coppa Italia Serie B: Team Basket Montichiari
- Ripescaggi in Serie A2: Polisportiva Basket Agropoli
- Ripescaggi: USE Empoli
- Abbandoni: Affrico Bk. Fiorentina